# Томпсон, Тони (барабанщик)
Энтони Ти «Тони» Томпсон (англ. Anthony T. "Tony" Thompson; 15 ноября 1954 — 12 ноября 2003) — американский сессионный барабанщик, наиболее известный как участник групп The Power Station и Chic. Он происходил из среднего класса Спрингфилд Гарденс, из Квинса, Нью-Йорк.

## Музыкальная карьера

### Chic
Томпсон, чья мать была тринидадкой, а отец был родом из Антигуа начал карьеру барабанщика в группе Labelle, а затем какое-то время работал вместе с Раймондом Джонсом, вошёл в состав соул/диско группы Ecstasy, Passion & Pain. Вскоре он присоединился к легендарной ритм-н-блюзовой/танцевальной/диско группе Chic, работая в которой, он был соавтором таких песен, как «Dance Dance Dance (Yowsah, Yowsah, Yowsah)», «Le Freak», и «Good Times». Помимо всего прочего он участвовал в записи следующих песен: «We Are Family» — Chic, «He’s The Greatest Dancer» — Sister Sledge, а также синглов Дайаны Росс «Upside Down» и «I’m Coming Out».
После временного распада Chic в 1983, её бывшие участники — гитарист Найл Роджерс и басист Бернард Эдвардс — начали полноценную продюсерскую деятельность и использовали барабанщика в качестве сессионного музыканта у своих подопечных, поскольку он стал на тот момент широко востребованным. Томпсон играл с такими исполнителями как Джоди Уотли, Мадонна (играл на её альбоме 1984 года,Like A Virgin), Род Стюарт, Роберт Палмер, Адам Ант (играл на его альбоме Persuasion, который не был выпущен), Мик Джаггер и Дэвид Боуи (играл на его альбоме 1983 года, Let’s Dance и участвовал в туре Serious Moonlight).

### Прочие группы
Также Томпсон был полноправным участником группы The Power Station наряду с Робертом Палмером, Джоном Тейлором и Энди Тейлором из Duran Duran. В 1985 году он играл с группой на благотворительном концерте Live Aid вместе с Power Station. Тогда же он на некоторое время присоединился на сцене к музыкантам Led Zeppelin (вместе с Филом Коллинзом) на стадионе Джона Фитцджеральда Кеннеди. Год спустя, в 1986 году, Led Zeppelin, предприняв очередную попытку воссоединения, снова попросили Томпсона присоединиться к ним в качестве замены Джона Бонэма. Однако реюнион зашёл в тупик из-за того, что тогда Томпсон попал в аварию и по причине этого не смог продолжить участие.
В дальнейшем Томпсон играл в группах The Distance и Crown of Thorns вместе с Джином Беавоиром (участвовал в записи одноимённого альбома группы, Crown Of Thorns перед тем как покинул её и был впоследствии заменён Хоуком Лопесом). Также он основал группу That Hideous Strength. В середине 1990-х годов, Томпсон вернулся в Power Station и вместе с ними в 1996 году записал реюнион-альбом, Living In Fear и участвовал в последующем туре.

## Смерть и наследие
12 ноября 2003 года Томпсон скончался в Лос-Анджелесе от рака почки, спустя два месяца после того, как от сердечного приступа умер его бывший коллега по группе The Power Station Роберт Палмер. На момент смерти Томпсон был участником группы Non-Toxic. Он оставил после себя жену и двух детей. 19 сентября 2005 года Тони, наряду с остальными участниками группы Chic, был включён в Зал славы танцевальной музыки.